# 城市裡的孤獨

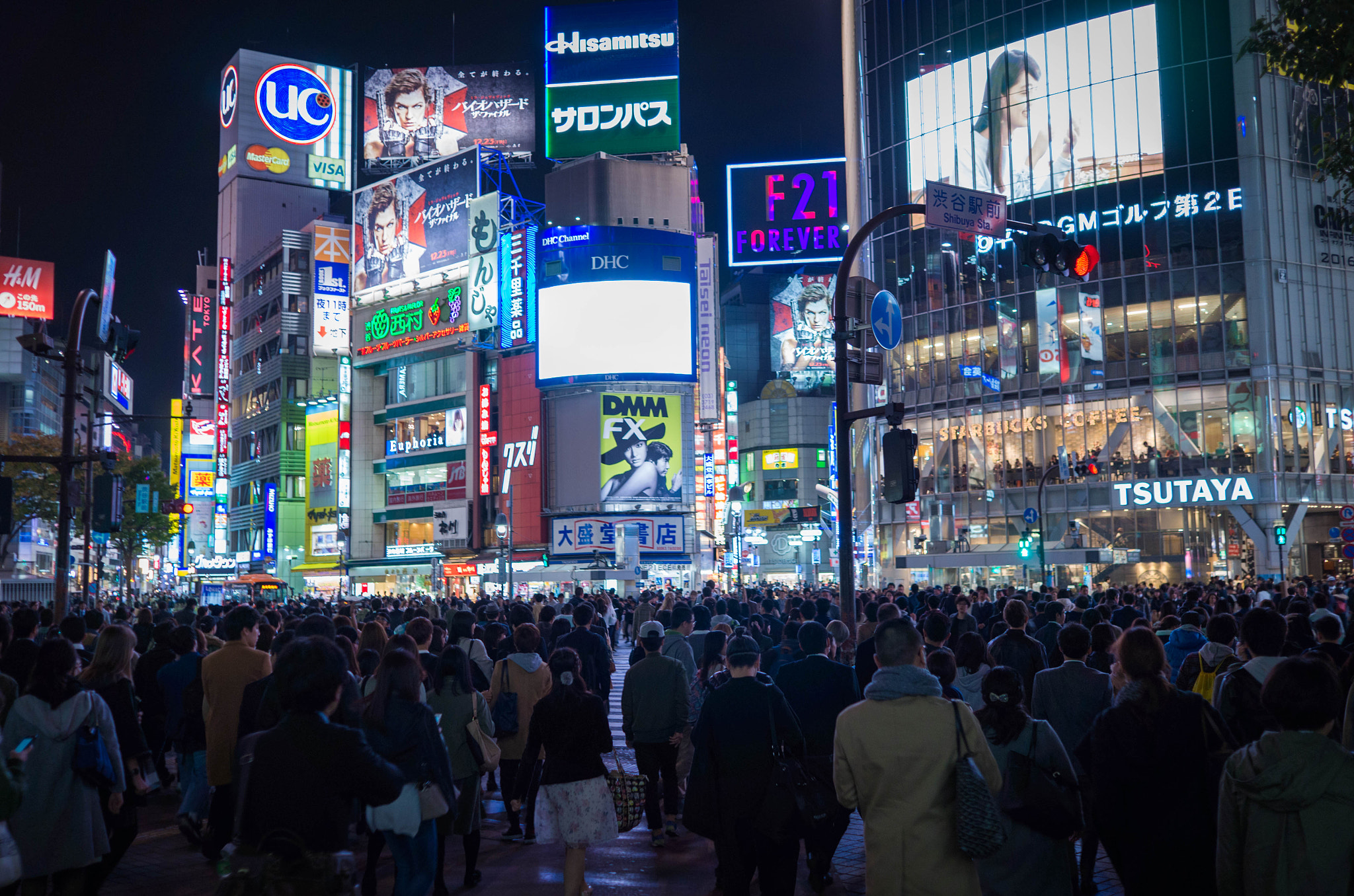
城市裡雖然有很多人，但其規模也造成孤獨感

城市裡的孤獨是指因現代城市生活而引發的孤獨，包括單獨居住和生活的狀態（英語：isolation）、以及心理的孤獨感（英語：loneliness）。在加拿大溫哥華和英國曼徹斯特，城市裡的孤獨被視為重要的公共健康問題。

## 背景

過去500年來的城市人口比例

從人類文明開始一直到十八世記，人類大多數居住在農村以自耕維生，少數居住在以貿易維繫的城市。十八世記末發生英國農業革命和工業革命，造成鄉村人口移居城市，城市人口也大幅成長，是都市化的開端。大眾運輸、公共設施、以及建築技術的發展，也讓城市裡可以居住的人口增加。至2007年，世界人口有超過一半居住在城市中。

## 成因
城市造成孤獨感的原因很多。都市人在文化和生活方式的多樣性遠高於鄉下，人與人之間的共同點減少，因此缺少歸屬感。城市的生活步調緊湊，社交的機會受限，造成疏離感。城市的許多建設也讓人與人之間更難互動，例如以個人或小家庭為單位的公寓、為了修建汽車道路而減少公園和廣場、或是讓人不用下車就能進到自己家中的車庫自動門。對行動不便的年長者或身障人士來說，城市若缺乏無障礙設施，也造成此族群不易出門與人互動，甚至數個月足不出戶。城市的治安有時也讓女性和老人不敢出門。
在英國的研究顯示城市人是否感到孤獨，和性別、教育、收入、以及有無養寵物都沒有明顯的關係。單獨居住的人較孤獨。租房子的人比較孤獨，可能因為租客來來去去，較少機會和左鄰右社發展出關係。

## 健康
孤獨感對健康有害，可能造成心臟疾病、憂鬱、壓力、焦慮、不安、失憶、自殺等問題。
獨自生活也使健康照護更困難，例如1995年芝加哥熱浪有超過七百人死亡，大多為年長的獨居者。

## 各地情況
溫哥華市政府做的問卷調查中，市民表示他們城市中最大的問題是孤獨，四分之一的人表示感到孤獨，尤其以年輕人居多。
英國在2017年任命了孤獨大臣處理此問題。
日本東京也面臨嚴重的城市孤獨，五分之一的女性獨居，並且很難公開談論心理健康問題。曾出版《世界最孤獨：日本的中年男子》（日语：世界一孤独な日本のオジサン）的岡本純子認為，日本文化把孤獨當作一種美德，並且又強調察言觀色不直接說出心理的感受，造成了職場中年男性的孤獨，而城市環境又缺少可以參與的社群活動。無獨有偶，東京發展出蓬勃的家人出租、公關俱樂部、學生偶像、擁抱咖啡廳等產業。日本政府仿效英國，特別任命了「孤獨、孤立對策擔當大臣」處理此問題。

## 藝術

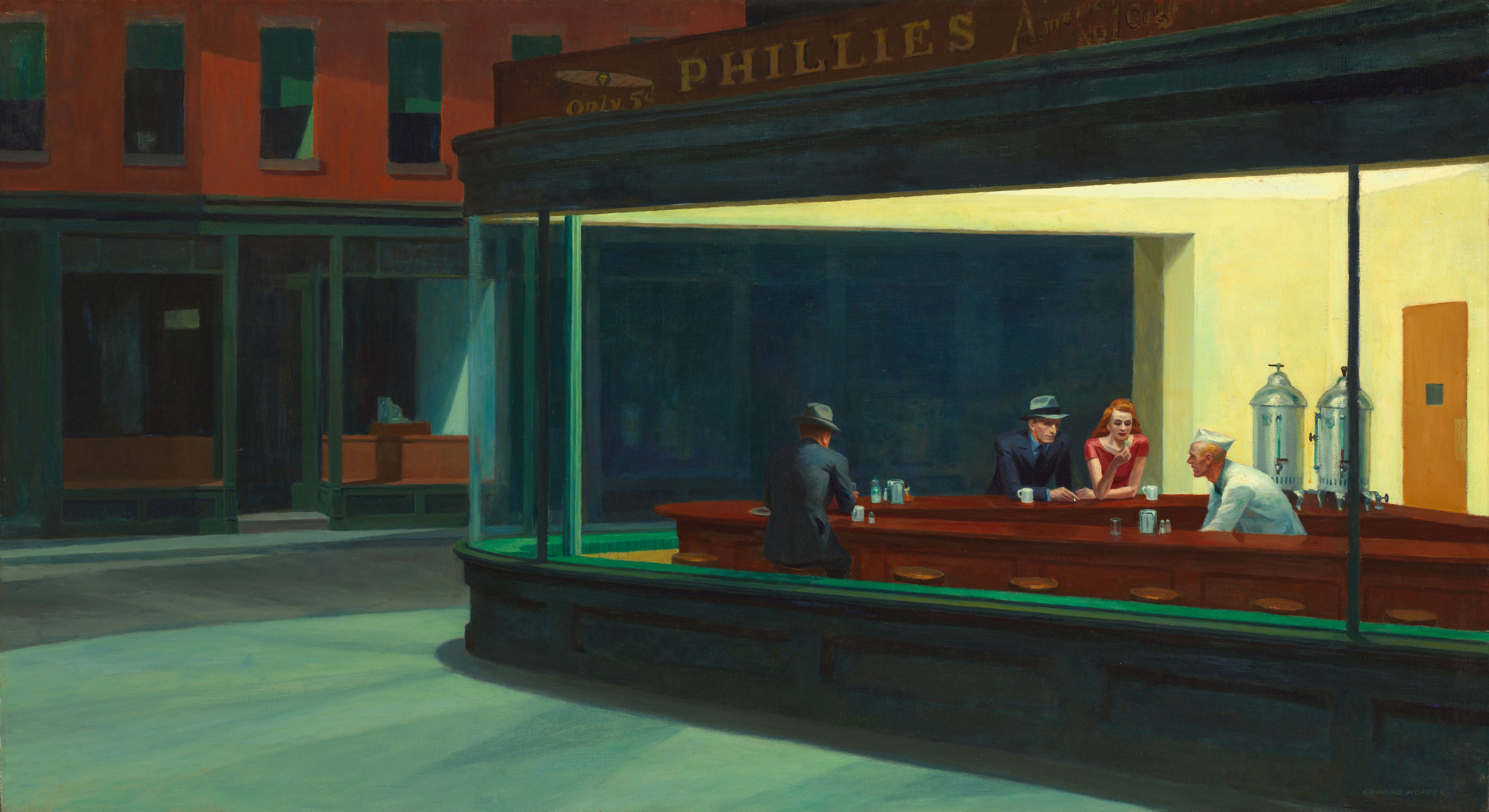
美國畫家愛德華·霍普的《夜遊者》，描繪了現代城市生活的孤獨

城市裡的孤獨出現在許多現代藝術作品中，例如美國畫家愛德華·霍普的代表作《夜遊者》中，城市冷清，畫面中四人的目光沒有交集，被禁錮在一沒有門的餐館中。英國作家奧利維婭·萊恩（Olivia Laing）的記實文學書籍《孤獨的城市》以自己在紐約的居住經驗以及其他當代藝術家的生平切入，剖析現代城市生活的孤獨。法國愛情喜劇電影《巴黎寂寞不打烊》（Someone, Somewhere）以兩位居住在城市中受孤獨所困的憂鬱症患者為主角，講述他們試圖建立人際關係的故事。
城市的孤獨也出現在許多華語流行歌中，例如李上安的《孤獨城市》、李雨婷《孤城浪子》、向蕙玲的《孤單的城市》等。
有些藝術作品美化城市裡的孤獨，例如五木寬之的《勸孤獨》、下重曉子的《最棒的孤獨》。